# Bathyerginae
A Bathyerginae az emlősök (Mammalia) osztályának a rágcsálók (Rodentia) rendjébe, ezen belül a turkálófélék (Bathyergidae) családjába tartozó alcsalád.

## Rendszerezés
Az alcsaládba 5 nem és 26 faj tartozik:
- Bathyergus Illiger, 1811 – 2 faj
- Cryptomys Gray, 1864 – 5 faj
- Fukomys Kock et al., 2006 – 17 faj
- Georychus Illiger, 1811 – 1 faj; szinonimák: Fossor, Georhychus, Georrychus
  - fokföldi turkáló (Georychus capensis) Pallas, 1778
- Heliophobius Peters, 1846 – 1 faj; szinonimája: Myoscalops
  - ezüstös turkáló (Heliophobius argenteocinereus) Peters, 1846